# Jacques de La Palice
Jacques II de Chabannes de La Palice lub la Palisse (ur. 1470 w Lapalisse, zm. 24 lutego 1525) był francuskim arystokratą i oficerem. Jego pełne nazwisko brzmiało Jacques II de Chabannes, seigneur de La Palice. W roku 1511 otrzymał tytuł Grand Maître de France.
Jako jeden z dowódców polowych za panowania Ludwika XII i marszałek Franciszka I, uczestniczył w wojnach włoskich: w roku 1500 przyczynił się do odbicia Mediolanu, w trakcie bitwy pod Rawenną w roku 1512 objął dowództwo armii po śmierci Gastona de Foix. W 1515 odznaczył się w bitwie pod Marignano, a w 1522 pod Bicoccą. 
Zginął podczas bitwy pod Pawią. Żołnierze na jego cześć napisali pieśń, która do dziś jest przykładem zbioru truizmów i tautologii.

## Chanson de La Palisse / Pieśń na cześć La Palice'a
| Messieurs, vous plaît-il d'ouïr l'air du fameux La Palisse, Il pourra vous réjouir pourvu qu'il vous divertisse. La Palisse eut peu de biens pour soutenir sa naissance, Mais il ne manqua de rien tant qu'il fut dans l'abondance. Il voyageait volontiers, courant par tout le royaume, Quand il était à Poitiers, il n'était pas à Vendôme! Il se plaisait en bateau et, soit en paix soit en guerre, Il allait toujours par eau quand il n'allait pas par terre. Il buvait tous les matins du vin tiré de la tonne, Pour manger chez les voisins il s'y rendait en personne. Il voulait aux bons repas des mets exquis et forts tendres Et faisait son mardi gras toujours la veille des cendres. Il brillait comme un soleil, sa chevelure était blonde, Il n'eût pas eu son pareil, s'il eût été seul au monde. Il eut des talents divers, même on assure une chose: Quand il écrivait en vers, il n'écrivait pas en prose. Il fut, à la vérité, un danseur assez vulgaire, Mais il n'eût pas mal chanté s'il avait voulu se taire. On raconte que jamais il ne pouvait se résoudre À charger ses pistolets quand il n'avait pas de poudre. Monsieur d'la Palisse est mort, il est mort devant Pavie, Un quart d'heure avant sa mort, il était encore en vie. Il fut par un triste sort blessé d'une main cruelle, On croit, puisqu'il en est mort, que la plaie était mortelle. Regretté de ses soldats, il mourut digne d'envie, Et le jour de son trépas fut le dernier de sa vie. Il mourut le vendredi, le dernier jour de son âge, S'il fût mort le samedi, il eût vécu davantage. |  | Panowie, oto nasza pieśń Na pana La Palisse'a cześć, Możecie nie cieszyć się wraz z nami Jego wielkimi wyczynami. Nie płacił za swe urodzenie, Ale tak chciało przeznaczenie, Że nie zabrakło mu niczego Przez urodzenie bogatego. Podróżować lubił bardzo, od Poitiers aż pod Margot I w Vendôme też był raz krótko. Bardzo lubił pływać łódką, Lecz po lądzie chodził pieszo, Jak to ludzie, gdy się spieszą; Więc gdy wody wkrąg nie było, Maszerował, że aż miło. Nieco winka pił co rano z beczki, jeśli mu ją dano. Jadał smacznie, jadał wiele, Gdy płacili przyjaciele I co roku miał wtorkową Noc przed Środą Popielcową. Że złociste włosy miał, Każdy go blondynem zwał. Nie miał sobie równych w świecie, Bo był całkiem sam, jak wiecie. Jak mawiali przyjaciele, Miał talentów różnych wiele: Kiedy wierszem pisał coś, To nie prozą - równy Gość!. Niezbyt dobrym był tancerzem, Trzeba to powiedzieć szczerze, Śpiewał jednak nie tak źle, Jeśli raczył zamknąć się. Nie mógł się też zdecydować Pistolety naładować, Kiedy prochu mu nie stało I ołowiu było mało. Poległ La Palisse, panowie, Tu, pod Pavią, każdy to wie, Ale kwadrans wcześniej był Całkiem taki jakby żył. Obawiamy się, że rana, Przez złych ludzi mu zadana, Należała do śmiertelnych, Skoro umarł nasz wódz dzielny Opłakany przez żołnierzy: Pozazdrościć mu należy. Lecz gdy odszedł w nocy cień To był to ostatni dzień. Wiecie: odszedł od nas w piątek. To był koniec, nie początek, Gdyby dotrwał do soboty, Żyłby dłużej, na sto procent. |